# Türkpiyala, Soma
Türkpiyala là một xã thuộc huyện Soma, tỉnh Manisa, Thổ Nhĩ Kỳ. Dân số thời điểm năm 2011 là 101 người.